# Caproni Ca.48
Il Caproni Ca.48 fu un aereo da trasporto passeggeri trimotore triplano sviluppato dall'azienda aeronautica italiana Caproni nei primi anni venti del XX secolo.
Il modello, derivato dalle esperienze acquisite nella costruzione dei bombardieri Caproni Ca.41 e Ca.42, costituisce uno dei modelli realizzati dall'azienda basati su progetti ad uso militare concepiti durante la prima guerra mondiale e convertiti all'uso civile postbellico.

## Tecnica

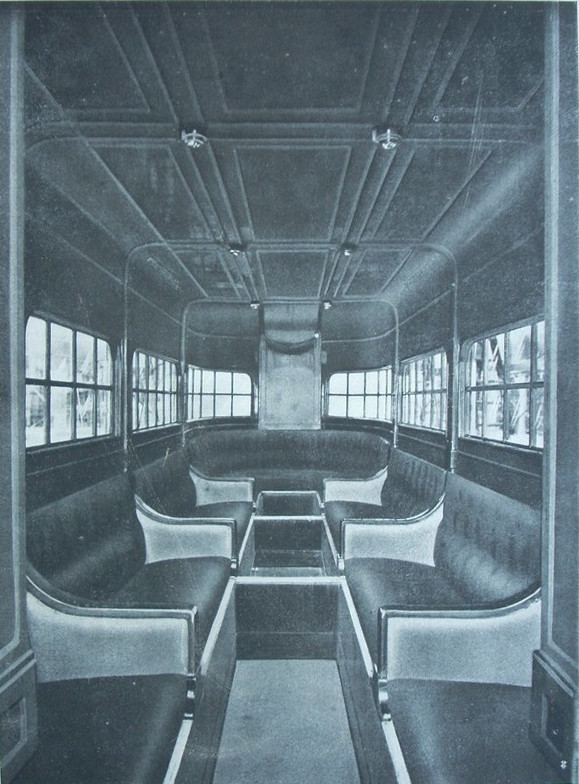
Lo scompartimento passeggeri.

Il modello, di grandi dimensioni, era caratterizzato da una configurazione a doppia trave di coda.
La gondola, collocata sotto l'originale struttura destinata all'equipaggio dei bombardieri, era posizionata centralmente tra i piani alari centrale e inferiore ed integrava uno scompartimento passeggeri per 17 posti a sedere. I restanti 6 posti a sedere erano esterni, collocati sul tetto tra i due abitacoli aperti riservati a pilota e meccanico e la parte posteriore dove era l'unico gruppo motoelica in configurazione spingente.
La velatura era di tipo triplana, con i piani alari di eguale apertura. Le due travi di coda erano collegate all'intradosso dell'ala mediana, e fungevano da supporto ai due motori in configurazione traente e, posteriormente, all'impennaggio costituito da un largo ed unico piano orizzontale dotato di equilibratore e di due derive dalle forme squadrate.
Il carrello d'atterraggio era caratterizzato da una coppia di telai che integravano una struttura con due elementi in linea a ruote gemellate mentre posteriormente l'appoggio a velivolo fermo era garantito da appositi pattini collocati all'apice inferiore di un lungo montante collegato ad ognuna delle travi di coda.

## Impiego operativo

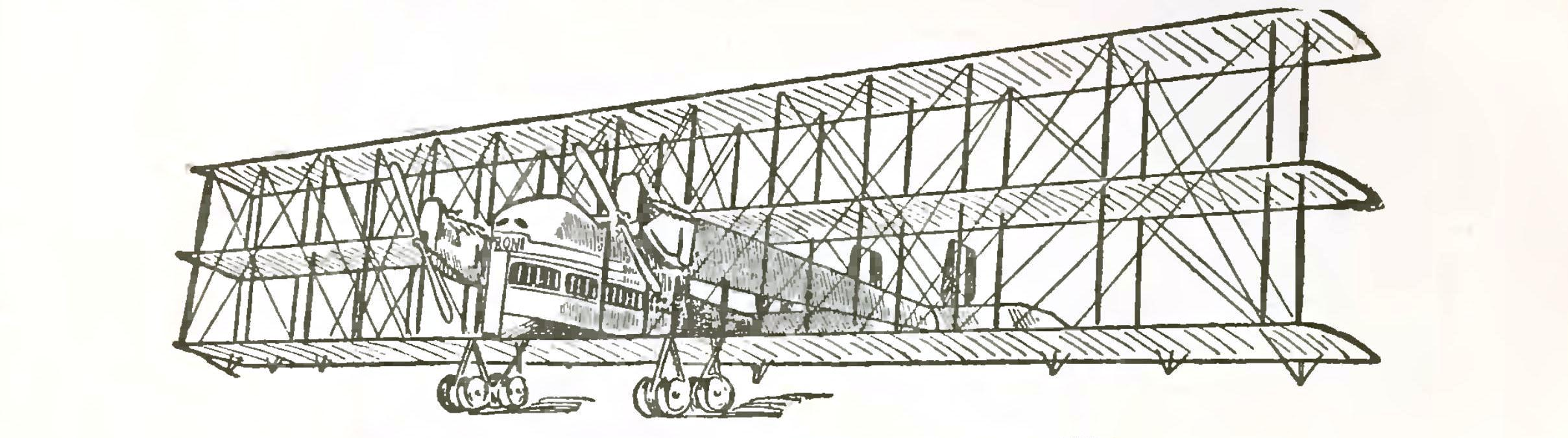

### Incidenti
Il 2 agosto 1919 il Ca.48 rimase coinvolto nel primo incidente aereo italiano relativo all'aviazione commerciale, uno dei più gravi nell'epoca pionieristica del trasporto aereo di passeggeri, quando probabilmente a causa di un cedimento strutturale precipitò nei pressi di Verona senza lasciare sopravvissuti.